# Гарифулина, Кристина Викторовна
Кристина Викторовна Гарифулина (род. 4 марта 1994, Артём, Приморский край) — российская футболистка, защитница.

## Биография
Воспитанница детского дома г. Артёма. В футбол начала играть сначала в секции детского дома в команде мальчиков, а затем в городской команде «Фаэтон-Энергия». Первый тренер — Дахновский Олег Владимирович. С 14-летнего возраста стала выступать за команду Владивостока («Легион-25», "Луч-Энергия, «Бригантина») в соревнованиях по футболу и мини-футболу. Участвовала в играх первого дивизиона России, в том числе в финальных турнирах. Становилась победительницей региональных соревнований по футболу и мини-футболу среди взрослых и юниоров на уровне края и Дальневосточного ФО.
В 2015—2016 годах выступала за «Арсенал» (Хабаровск) в первом дивизионе.
Летом 2018 года перешла в ижевское «Торпедо», выступавшее в высшем дивизионе. Дебютный матч на высшем уровне сыграла 4 августа 2018 года против клуба «Рязань-ВДВ», проведя на поле первые 75 минут. Всего за половину сезона 2018 года провела 6 матчей в высшей лиге. Сезон 2019 года начала как игрок стартового состава и сыграла 13 матчей, но в августе 2019 года из-за финансовых проблем в клубе покинула команду.

## Личная жизнь
Имеет высшее экономическое образование. Долгое время выступала в статусе спортсменки-любителя и работала по основной специальности бухгалтером.
Сестра-близнец Алина тоже занималась футболом, выступала за команды Дальнего Востока.